# Protocole AT
Le protocole AT (Authenticated Transfer Protocol en anglais, prononcé «at protocole», et communément abrégé en ATProto), est un protocole et un format ouvert pour les services de réseaux sociaux distribués.
Il est en cours de développement par Bluesky Social, une société sous status "Benefit corporation" créée à l'origine comme un groupe de recherche indépendant au sein de Twitter pour étudier la possibilité de décentraliser le service.
Le protocole AT vise à résoudre les problèmes perçus avec d'autres protocoles décentralisés, tels que l'expérience utilisateur, l'interopérabilité, la découvrabilité et l'extensibilité du réseau ainsi que la portabilité des données utilisateur et des graphes sociaux.
Le protocole AT alimente le réseau social Bluesky, qui a été créé comme preuve de concept pour le protocole, et constitue le service principal d'un écosystème de plateformes et de services construits sur le protocole AT appelé ATmosphere,,.
À partir de 2024, Bluesky Social s'est engagé à transférer le développement du protocole à un organisme de normalisation tel que l'Internet Engineering Task Force (IETF) dans un avenir proche,.

## Conception
Le protocole AT est conçu pour faciliter la création d'identités fédérées, afin que les utilisateurs puissent conserver, gérer et personnaliser une identité en ligne sur plusieurs plates-formes et services. Bluesky Social décrit le protocole comme étant « calqué sur le Web ouvert ».

## Adoption
L'implémentation de référence du protocole a été publiée pour la première fois sur GitHub le 4 mai 2022 sous le nom « Authenticated Data Experiment (ADX) » sous licence MIT et Apache. Il a été rebaptisé Protocole AT en octobre 2022.
Le protocole AT a été adopté pour être utilisé par le réseau social Bluesky (également développé par Bluesky Social PBC) et constitue son implémentation la plus populaire.
Pour faciliter l'adoption, Bluesky Social finance divers projets qui utilisent le protocole AT comme SkyBridge, serveur proxy qui peut convertir les appels API des applications Mastodon en leurs API AT Protocol/Bluesky équivalentes, permettant aux utilisateurs d'avoir accès aux deux réseaux même sans support officiel.
Bien que le protocole AT soit un protocole distinct sans similitudes techniques majeures avec d'autres protocoles, des services ont été développés pour relier le contenu entre les protocoles. Un exemple est le logiciel Bridgy Fed, qui peut publier du contenu entre ActivityPub et le protocole AT,.